# John H. Morehead

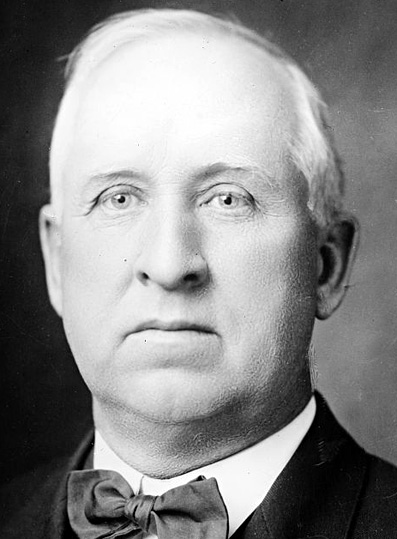
John Morehead

John Henry Morehead (* 3. Dezember 1861 in Columbia, Marion County, Iowa; † 30. Mai 1942 in St. Joseph, Missouri) war ein US-amerikanischer Politiker (Demokratische Partei) und zwischen 1913 und 1917 der 18. Gouverneur des Bundesstaates Nebraska.

## Frühe Jahre und politischer Aufstieg
Morehead besuchte die örtlichen Schulen seiner Heimat in Iowa. Danach absolvierte er das Shenandoah Business College. Im Jahr 1884 zog er nach Nebraska, wo er zunächst als Lehrer und Farmer tätig war. Später wurde er auch Händler. Zwischen 1896 und 1899 war er im Richardson County als Kämmerer angestellt. Im Jahr 1900 wurde er Bürgermeister der Gemeinde Falls City. Zwischen 1910 und 1912 war er Mitglied und Präsident des Senats von Nebraska. Nach dem Tod des Vizegouverneurs übernahm er zusätzlich dieses Amt in den Jahren 1911 bis 1912. Im November 1912 wurde er als Kandidat seiner Partei zum Gouverneur gewählt.

## Gouverneur von Nebraska
John Morehead trat sein neues Amt am 9. Januar 1913 an. Nach einer Wiederwahl im Jahr 1914 konnte er insgesamt vier Jahre amtieren. In seiner Amtszeit wurde die Staatsverschuldung verringert. Damals wurden die ersten Mitglieder einer erst kurz zuvor eingerichteten Kontrollkommission der staatlichen Organe ernannt und ein neues Arbeitsgesetz erlassen. Im Jahr 1916 war er ein Delegierter zur Democratic National Convention, auf der Woodrow Wilson für eine zweite Amtszeit als US-Präsident nominiert wurde.

## Weiterer Lebenslauf
Nach dem Ende seiner Amtszeit blieb Morehead politisch aktiv. Er bewarb sich 1918 erfolglos um einen Sitz im Staatssenat und kandidierte im Jahr 1920 ebenfalls erfolglos für eine neuerliche Amtszeit als Gouverneur. Dafür wurde er dann in das US-Repräsentantenhaus gewählt. Dort war er zwischen 1923 und 1935 in verschiedenen Ausschüssen vertreten. Nach dem Ende seiner Zeit im Kongress widmete sich Morehead wieder seinen privaten Angelegenheiten. Er war im Immobiliengeschäft und in der Landwirtschaft tätig. Im Jahr 1940 war er erneut Delegierter auf dem Bundesparteitag der Demokraten, auf dem Franklin D. Roosevelt zum dritten Mal für die Präsidentschaft nominiert wurde. Morehead starb am 30. Mai 1942. Er war mit Minnie Weisenreder verheiratet, mit der er zwei Kinder hatte.